# Glow (album)
Pour les articles homonymes, voir Glow.
Glow est un album d'Al Jarreau sorti en 1976. Il propose en grande partie des reprises (bossa nova, folk, piano rock, soul), dans un style mêlant R&B et jazz. 
Emblématique des productions Warner sous la houlette de Tommy LiPuma et Al Schmitt, il intègre une dimension soft rock. On retrouve parmi les musiciens des membres des Crusaders (Wilton Felder, Joe Sample) ainsi que le bassiste Willie Weeks, très prisé du circuit R&B depuis son association avec Donny Hathaway . 

## Liste des pistes
1. Rainbow in Your Eyes (Leon Russell) - 4:30.
2. Your Song (Elton John, Bernie Taupin) " - 5:38
3. Água de Beber (Antônio Carlos Jobim,Vinicius de Moraes) - 3:57
4. Have You Seen the Child - 3:48
5. Hold on Me - 1:47
6. Fire and Rain (James Taylor) - 4:49
7. Somebody's Watching You (Sylvester Stuart)" - 3:48
8. Milwaukee - 4:57
9. Glow - 5:07

## Personnel
- Al Jarreau - chant, effets (5)
- Tom Canning - piano électrique (1-4, 6-9)
- Larry Nash - synthétiseurs (1, 7), ARP String Ensemble (1)
- Joe Sample - piano acoustique (2, 6), orgue (4)
- Larry Carlton - guitare (1-4, 6-9)
- Wilton Felder - basse (1, 3, 4)
- Willie Weeks - basse (2, 6, 7, 9)
- Paul Stallworth - basse (8)
- Joe Correro - batterie (1-4, 6-9)
- Steve Forman - percussions (1, 3), tambourin (4)
- Ralph MacDonald - percussions (6-9)
- Nick DeCaro - arrangements vocaux (1)
- Dale Oehler - arrangements de cordes et synthétiseurs, chef d'orchestre

### Production
- Producteurs - Tommy LiPuma et Al Schmitt
- Assistant de production - Noel Newbolt
- Ingénieur - Al Schmitt
- Ingénieurs adjoints - Don Henderson et Linda Tyler
- Enregistré au Capitol Studios and Sound Labs (Hollywood, CA).
- Mixé aux studios Capitol.
- Masterisé par Doug Sax au Mastering Lab (Hollywood, CA).
- Conception - John Calbaka
- Photographie - Moshe Brakha et Susan Jarreau
- Gestion - Patrick Rains